# Zuna
Zuna, pseudonimo di Ghassan Ramlawi (in arabo غسان رملاوي‎?; Baalbek, 3 luglio 1993), è un rapper tedesco.

## Biografia
Originario di Baalbek, è salito al grande pubblico attraverso l'uscita del primo album in studio Mele7, che si è collocato al vertice della Schweizer Hitparade, alla 2ª posizione delle Offizielle Deutsche Charts e alla 4ª della Ö3 Austria Top 40.
Anche il disco successivo Super Plus, inciso con Azet, è riuscito a riscuotere una notevole popolarità poiché si è posto alla vetta della graduatoria sia tedesca che austriaca e al 2º posto della classifica svizzera. Dal 2016 al 2021 ha piazzato 38 ingressi nella Deutsche Singlechart, di cui uno che ha fatto il proprio debutto direttamente al picco. 1 025 000 unità dei suoi brani sono state certificate dalla Bundesverband Musikindustrie, IFPI Austria e IFPI Schweiz, corrispondenti a cinque dischi d'oro e uno di platino complessivi.

## Discografia

### Album in studio
- 2017 – Mele7
- 2019 – Super Plus (con Azet)
- 2021 – Mele7 2
- 2022 – Auf Loop
- 2022 – Ultra Plus (con Azet)
- 2024 – SOS

### EP
- 2013 – Hinter der Rayban
- 2015 – Planet Zuna
- 2016 – Richtung Paradies

### Singoli
- 2016 – Kartell (feat. Azet & Nash)
- 2017 – Real Madrid (con Miami Yacine)
- 2019 – Biturbo (con Bausa)
- 2020 – Du bist mein (con Loredana)
- 2020 – Benzema
- 2021 – Habibi (con Ricky Rich e Dardan)
- 2021 – Bis ich tot bin (con Jumpa)
- 2021 – Baby 2.0 (con Lune)
- 2022 – Vorbei
- 2022 – Neapel
- 2022 – KMN (con Azet)
- 2022 – Karussell (con Azet)
- 2022 – Bora/OEO (con Azet)
- 2022 – SL (con Azet)
- 2022 – Bleib am Ball (con Azet)
- 2023 – Habibi (con Çelik Lipa e Bardhi)
- 2023 – Hol mir deine Cousine
- 2023 – I Love You
- 2023 – Papaya
- 2023 – Pasha nanen (con This Is Dardy)
- 2023 – La 3youne
- 2023 – 7 Sitzer
- 2023 – Der Libanese
- 2024 – 500Benz (con Bojan)
- 2024 – E jemja (con Majk)
- 2024 – Caliente (con Shabab)
- 2024 – Favela
- 2024 – Fefe Italia (con Delil)